# Peloscolex freyi
Peloscolex freyi är en ringmaskart som beskrevs av Brinkhurst 1965. Peloscolex freyi ingår i släktet Peloscolex och familjen glattmaskar. Inga underarter finns listade i Catalogue of Life.